# Руис, Джон Поль
Джон Поль Руис Гуадамус (исп. John Paul Ruiz Guadamuz; род. 27 декабря 2004, Эль-Робле, Пунтаренас) — костариканский футболист, защитник лимасольского «Ариса». Выступает на правах аренды в клубе «Пунтаренас».

## Карьера

### «Эредиано»
Начинал заниматься футболом в футбольной академии костариканского клуба «Эредиано». Позже до сентября 2021 года был в структуре клуба «Пунтаренас», откуда затем снова вернулся в «Эредиано», где стал выступать за молодёжную команду. Также пару раз футболист подтягивался к играм с основной командой клуба. Дебютировал за клуб 28 ноября 2021 года в матча против столичного «Спортинга», выйдя на замену на 84 минуте. Вместе с клубом стал победителем Апертуры. 

#### Аренда в «Мунисипаль Гресию»
В августе 2022 года футболист на правах арендного соглашения присоединился к клубу «Мунисипаль Гресия». Дебютировал за клуб 21 августа 2022 года в матче против клуба «Сан-Карлос», выйдя на замену на 76 минуте. Дебютный гол за клуб забил 21 сентября 2022 года в матче против клуба «Гуанакасте». Вместе с клубом дошёл до четвертьфинальных матчей Кубка Коста-Рики, где по сумме матчей уступил клубу «Алахуэленсе». В конце года покинул клуб. Всего за клуб отличился забитым голом и результативной передачей.

#### Возвращение в «Эредиано»
В январе 2023 года футболист стал тренироваться с основной командой «Эредиано». Первый матч сыграл 15 января 2023 года против клуба «Гуадалупе», выйдя на поле в стартовом составе, затем также отличившись дебютным забитым голом. Футболист быстро закрепился в основной команде, став одним из ключевых игроков клуба. Закончил сезон на четвёртом итоговом месте. В августе 2023 года футболист начинал сезон в костариканском клубе, за который провёл матч.

### «Арис» Лимасол

#### Аренда в АЕЗ
В сентябре 2023 года футболист перешёл в кипрский клуб «Арис», с которым подписал пятилетний контракт и сразу же на правах арендного соглашения отправился выступать в клуб АЕЗ. Дебютировал за клуб 16 сентября 2023 года в матче против клуба «Докса», выйдя на поле в стартовом составе. Первым результативным действием за клуб отличился 7 октября 2023 года в матче против никосийской «Омонии», отдав голевую передачу.

## Международная карьера
В 2019 году выступал за юношескую сборную Коста-Рики до 15 лет. Также выступал за молодёжную сборную Коста-Рики до 20 лет. В октябре 2023 года футболист получил вызов в молодёжную сборную Коста-Рики до 23 лет.

## Достижения
«Эредиано»
- Победитель Апертуры: 2021